# محكمة النقض (تركيا)
محكمة النقض أو محكمة الاستئناف العليا في تركيا (بالتركية: Türkiye Cumhuriyet Yargıtay Başkanlığı)‏ تأسست في عام 1868 هي الوجهة الأخيرة لمراجعة الأحكام الصادرة عن محاكم العدالة الجنائية والمدنية.